# 福爾柯克 (蘇格蘭行政區)
福爾柯克（英語：Falkirk），是英国苏格兰32个一级行政区之一。地处苏格兰经济最发达的中央低地（Central Lowlands），在最大城市格拉斯哥和首府爱丁堡之间。交通便利，人口密集。面积297km²，人口157,140（2013年）。地区行政中心是福爾柯克。
弗尔柯克有职业足球队，参加苏格兰足球超级联赛。福尔柯克也是客车制造商亞歷山大丹尼士的总部所在地。